# Багатосторонні відносини
Багатосторонні відносини (також полілатеральні відносини, мультилатералізм) — державні контакти між трьома і більше країнами у політичній, економічній, культурній, інформаційній областях.
Ці країни пов'язуються одне з одним безпосередньо, або через одну з них, що відіграє важливішу роль ніж інші.

## Міжнародна кооперація
Міжнародна кооперація — взаємодія двох чи більше суб'єктів господарської діяльності, серед яких хоча б один є іноземним, при якій здійснюється спільна розробка або спільне виробництво, спільна реалізація кінцевої продукції та інших товарів на основі спеціалізації у виробництві проміжної продукції (деталей, вузлів, матеріалів, а також устаткування, що використовується у комплексних поставках) або спеціалізації на окремих технологічних стадіях (функціях) науково-дослідних робіт, виробництва та реалізації з координацією відповідних програм господарської діяльності.